# Bogdan Nowecki
Bogdan Jan Nowecki (ur. 2 sierpnia 1934 w Oleśnicy, zm. 26 listopada 2020 w Krakowie) – dydaktyk matematyki, doktor habilitowany.

## Życiorys
Syn Szczepana i Katarzyny. W latach 1953–1957 studiował matematykę w Wyższej Szkole Pedagogicznej w Krakowie (obecnie: Uniwersytet Pedagogiczny im. Komisji Edukacji Narodowej w Krakowie). W 1969 obronił pracę doktorską pt. Pojęcie dowodu i dowodzenia w nauczaniu szkolnym. Promotorem rozprawy doktorskiej była prof. dr Anna Zofia Krygowska. W 1979 został doktorem habilitowanym – tytuł rozprawy habilitacyjnej: Badania nad efektywnością kształtowania pojęć twierdzenia i dedukcji u uczniów klas licealnych w zmodernizowanym nauczaniu matematyki. Od 1962 był pracownikiem Uniwersytetu Pedagogicznego im. KEN w Krakowie, w latach 1974–1975 oraz 1987–1990 był wicedyrektorem, a w latach 1990–2006 dyrektorem Instytutu Matematyki tej uczelni. Był też dziekanem Wydziału Matematyczno-Fizyczno-Technicznego. W latach 1978–1984 był dyrektorem Centralnego Ośrodka Metodycznego Kształcenia i Dokształcania Nauczycieli. Później był profesorem Szkoły Wyższej im. Pawła Włodkowica w Płocku.
Należał do Polskiej Zjednoczonej Partii Robotniczej. Pełnił m.in. funkcję I sekretarza OOP Wydziału Matematyczno-Fizycznego oraz członka Komitetu Uczelnianego PZPR w WSP.
Bogdan Nowecki napisał ponad 200 publikacji dotyczących dydaktyki matematyki oraz pedeutologii. Naukowo zajmował się przede wszystkim koncepcją czynnościowego nauczania matematyki oraz rozumieniem pojęć matematycznych na różnych etapach edukacyjnych, w tym rozumieniu problemów metodologicznych matematyki przez uczniów i absolwentów szkół średnich. Był promotorem 9 doktorów i 365 magistrów. Był też kierownikiem zespołu oraz współtwórcą projektu Błękitna matematyka i współautorem podręczników Błękitnej Matematyki dla klas IV–VI (1995–1997).
W 2001 odznaczony Krzyżem Oficerskim Orderu Odrodzenia Polski.
Pochowany w Krakowie na Cmentarzu Salwatorskim.